# Лазы (Тячевский район)
Лазы́ (укр. Лази) — село в Тячевской городской общине Тячевского района Закарпатской области Украины.
Население по переписи 2001 года составляло 3801 человек. Почтовый индекс — 90554. Телефонный код — 03134. Занимает площадь 26 км². Код КОАТУУ — 2124484001.